# Edward de Vere, 17. hrabě z Oxfordu
Edward de Vere, 17. hrabě z Oxfordu (12. dubna 1550 zámek Hedingham, Essex, Anglie – 24. června 1604 Hackney, Anglie), byl příslušník anglické vysoké šlechty (Earl) v době panování královny Alžběty I. V letech 1562 až 1603 byl dědičným nejvyšším komořím (Lord Great Chamberlain) na královnině dvoře. Podle rozšířených spekulací je považován za skutečného autora většiny divadelních her a všech sonetů připisovaných Williamu Shakespearovi.

## Život

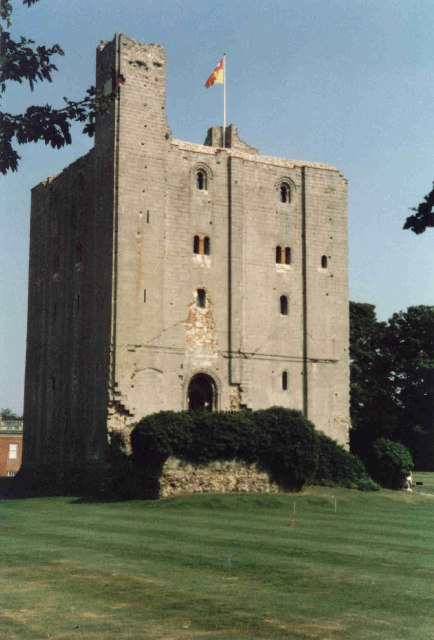
Zbytky věže zámku Hedingham, sídla rodu od dobytí Anglie Normany, kde se Edward de Vere narodil

Edward de Vere se narodil v roce 1550 jako syn a dědic Johna de Vere, 16. hraběte z Oxfordu. Od narození až do roku 1562, kdy zdědil po otci hraběcí titul, se nazýval vikomt (Viscount) Bulbeck. Jako bohatému aristokratovi z rodu, jehož historie sahala až k ovládnutí Anglie Normany, byl Oxford vzděláván v jízdě na koni, lovectví, vojenském umění či hudbě a tanci. Jeho soukromí učitelé, mezi nimi věhlasný učenec Arthur Golding, jej vyučovali jednak jazykům, především latině, starořečtině a francouzštině, tak mnoha dalším předmětům. Později získal diplom s nižší hodností v humanitních vědách na Cambridgeské univerzitě a vyšší hodnost ve stejném oboru na Univerzitě v Oxfordu. Poté rok studoval právo v Gray's Inn, jedné z vyhlášených právnických fakult v Londýně.
V jeho 12 letech mu zemřel otec a Edward se stal královským chráněncem. Jako poručník mu byl přidělen William Cecil, státník, lord strážce pokladu Anglie a dlouholetý člen tajné rady královny Alžběty. Když Edward dospíval, byl představen královně a dvoru. Ve věku 21 let se oženil s Anne Cecil, dcerou lorda Cecila, tehdy již povýšeného na barona z Burghley. Měl s ní pět dětí, avšak jen dvě dcery se dožily dospělosti. Nejstarší z nich, Elizabeth de Vere, narozená 2. července 1575, se v lednu 1594 (nebo 1595) provdala za Williama Stanleyho, 6. hraběte z Derby.
V letech 1575-1576 se Oxford se svým doprovodem vydal na dlouhou cestu po Evropě. Povolení k cestě a také dopis, ve kterém byl doporučován vládcům navštěvovaných zemí, obdržel od královny v lednu 1575. Aby mohl tak nákladnou výpravu financovat, prodal svá panství v hrabstvích Cornwall, Staffordshire a Wiltshire za 6 000 liber. V únoru 1575 již byl ve Francii, kde byl v březnu téhož roku představen králi Jindřichovi III. z Valois a královně. Navštívil také kraje v Německu a především Itálii. Jeho pobyt v Itálii trval celý jeden rok. Edward de Vere během něj pobýval mj. ve Veroně a v Benátkách. Itálii opustil až v březnu 1576.
Po svém dobrodružně probíhajícím návratu do Anglie, při kterém byl na moři přepaden a okraden piráty, odmítl Oxford opět žít se svou manželkou Anne Cecil. Podezříval ji z nevěry a nechtěl uvěřit, že Elizabeth de Vere je jeho dcera. Vyplývá to z dokumentů, které zanechal jeho tchán William Cecil, pozdější lord Burghley. Z nich se lze dozvědět, že Oxford zahrnul celou Cecilovu rodinu trpkými výčitkami. Po pěti letech, o Vánocích 1581, se však se svou manželkou smířil.
Oxford zemřel v roce 1604 během morové epidemie v Hackney blízko tehdejší obce Stratford Langthorne, dnes Stratford, součást londýnského předměstí London Borough of Newham.

## Edward de Vere a královna AlžbětaI.

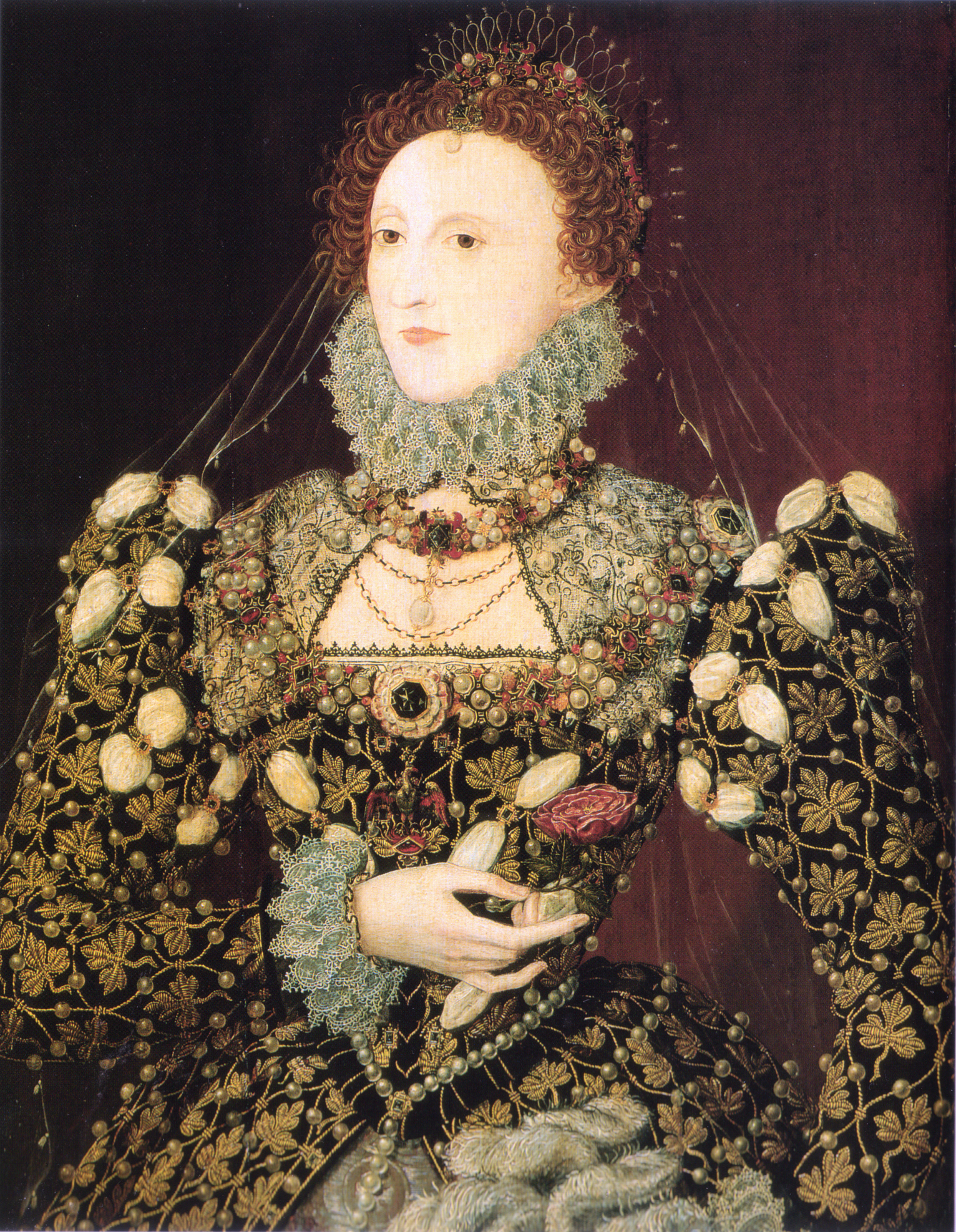
Královna Alžběta I., portrét zvaný Phoenix, kolem 1575

Edward de Vere postupně přišel o podstatnou část svého původně velkého majetku. V roce 1586 mu proto královna Alžběta I. přidělila doživotní důchod ve výši 1000 liber ročně, což byla tehdy značná suma, rovnající se zhruba dnešním 100 000 US-dolarům. Je to přinejmenším pozoruhodné, neboť Alžběta byla jinak notoricky skoupá. Penzi mu skutečně vyplácela až do své smrti v roce 1603 a její následovník král Jakub I. Stuart v těchto platbách až do Oxfordovy vlastní smrti v roce 1604 pokračoval. Je také pozoruhodné, že za vyplácený důchod nebyly Edwardovi de Vere určeny žádné povinnosti, ba ani nebyly uvedeny nějaké minulé zásluhy, které by byly důvodem tohoto rozhodnutí. Je ovšem možné, že za přidělenou penzi musel královně Alžbětě slíbit, že bude ve svých dílech zpracovávat dějiny Anglie a jejích panovníků. V roce 1662 napsal Dr. John Ward, nový farář ve Stratfordu nad Avonou, do svého deníku, že se dozvěděl následující informaci: „Pan Shakspeare (sic!) dodával na divadelní jeviště dvě hry ročně a obdržel za to tak vysoký roční důchod, že mohl každým rokem utrácet 1000 liber.“

## Spekulace o Edwardovi de Vere jako skutečném autorovi Shakespearova díla
Lze vyjmenovat celou řadu důvodů pro to, že někteří badatelé určují Edwarda de Vere za skutečného autora většiny divadelních her a všech sonetů připisovaných Williamu Shakespearovi. Ve svých mladých letech byl hrabě Oxford v okruhu svých vzdělaných současníků znám tím, že napsal osm básní. Osm raných Oxfordových básní bylo dokonce publikováno pod jeho vlastním jménem ve sbírce The Paradise of Dainty Devises (1576). Německý badatel Kurt Kreiler přičítá Oxfordovi další raná díla, uveřejněná pod souhrnným názvem Adventures of Master F. I. (Dobrodružství pana F. I.). Zkratka F. I. znamenala Fortunatus Infoelix (Šťastný nebohý), a toto označení lze považovat za Oxfordův tehdejší pseudonym.
Edward de Vere byl znám svým literárním a divadelním mecenášstvím. V letech 1564–1599 mu byla věnována vydání 33 knih, zejména děl Arthura Goldinga, Johna Lylyho, Roberta Greena a Anthonyho Mundaye. Oxford byl prvním nájemcem divadla U černých bratří (Blackfriars Theatre) v polovině 80. let 16. století. Po určitou dobu také pořádal nejrůznější zábavy pro královnu Alžbětu I. a její dvůr.
V alžbětinské době panoval názor, že pro šlechtice není vhodné či důstojné psát poezii či divadelní hry. Rozhodně však neměli svá díla uveřejňovat nebo uvádět na divadelních scénách pod svým pravým jménem. Zejména vysoce postaveným šlechticům to bylo zapovězeno, a to skrze společenský tlak (tzv. stigma of print), ale především ústními zákazy panovníka. Badatelé proto došli k závěru, že hraběti z Oxfordu bylo těmito okolnostmi znemožněno získat velkou literární slávu (... he was deeply compromised in name and fame), která místo něj nezaslouženě připadla jinému muži.
Od roku 1586, kdy obdržel od královny Alžběty pravidelný roční důchod ve výši 1000 liber, se Oxford stáhl z přítomnosti u dvora. Je možné, že posledních osmnáct let svého života strávil psaním a revidováním divadelních her a sonetů, které tak proslavily autora zvaného William Shakespeare. Mnohé z tragédií se zabývaly tématy z anglických dějin, k čemuž musel autor mít dokonalé dějinné znalosti. Přitom lze najít mnoho míst v těchto hrách, kde se projevuje určité zkreslení historických skutečností směrem k pozitivnímu vylíčení předků rodu Tudorovců, ze kterého pocházela královna Alžběta I.

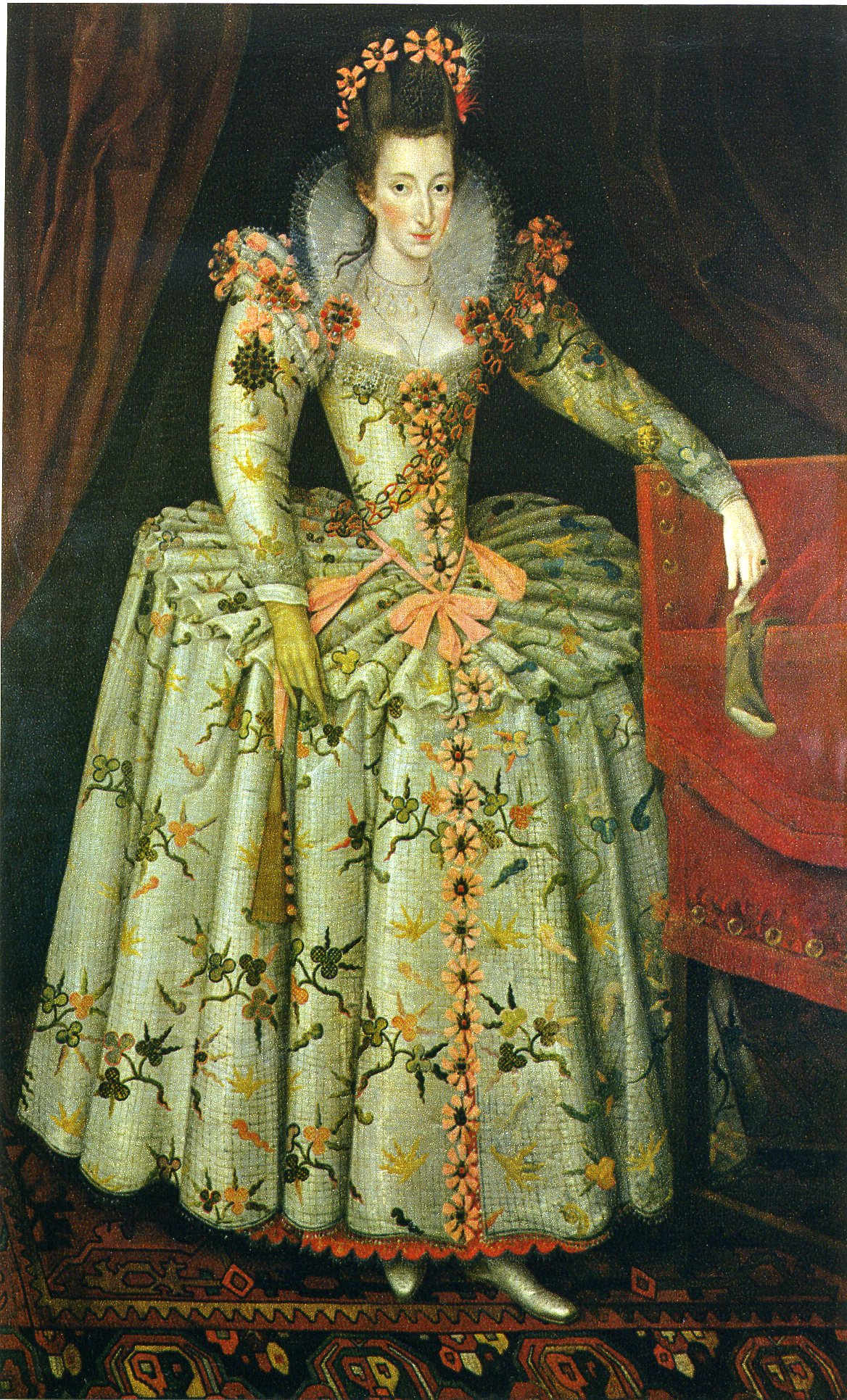
Anne Vavasour, dvorní dáma královny Alžběty I. a matka nemanželského syna Edwarda de Vere

Oxford pobýval dlouhá léta u královnina dvora, takže znal velmi dobře dvorské poměry. Některé z divadelních her připisovaných Shakespearovi pojednávaly o poměrech u fiktivních královských či vévodských dvorů, avšak postavy v těchto hrách mohly být považovány za skutečné osoby u dvora královny Alžběty I. Mnozí dnešní badatelé, dokonce i zastánci tzv. stratfordiánské teorie, jmenují v této souvislosti postavu Polonia ve slavné hře Hamlet, ve které vidí Oxfordova tchána barona Burghleyho, k němuž měl Edward de Vere postupem doby velmi komplikovaný vztah. I další osobnosti se mohly cítit dotčeny narážkami obsaženými v Shakespearových divadelních hrách, takže podle tehdejších norem a zvyků mohlo dojít k soudním žalobám nebo i soubojům. Tomu bylo nutno zamezit, což mohlo také být důvodem utajení Oxfordova autorství her.
V roce 1609, tedy pět let po Oxfordově smrti, byly zcela neočekávaně poprvé vydány Shakespearovy sonety. Původcem tohoto vydání byl nakladatel Thomas Thorpe, který také napsal krátkou předmluvu. Mnohé, avšak ne všechny, ze 156 básnicky dokonalých sonetů jsou považovány za milostné básně, přičemž panuje domněnka, že některé z nich jsou určeny mladému muži. To je vykládáno tak, že autor sonetů měl sklon k homosexualitě či bisexualitě, avšak pro tuto domněnku chybí jakékoliv důkazy. U některých sonetů mohla být vzhledem ke struktuře anglického jazyka adresátkou žena, jiné z nich mohly být určeny muži, který byl autorovým příbuzným nebo s ním byl spřátelen.
Jiné sonety jsou zjevně určeny milované ženě. Hrabě Oxford měl po určitou dobu trvání svého prvního manželství, a to i po svém smíření s Anne Cecil, milenku jménem Anne Vavasour, dvorní dámu královny Alžběty I. Anne Vavasour mohla být adresátkou sonetů připisovaných Shakespearovi. Když dne 21. března 1581 Anne porodila Oxfordova nemanželského syna (tehdy byl jediným synem), známého později jako sir Edward Vere, dozvěděl se o okolnostech jeho narození již dva dny poté Francis Walsingham, jeden z nejvlivnějších královniných rádců a zakladatel její tajné služby. Jak Oxford, tak Anne Vavasour a dokonce i její novorozeně byli zatčeni a uvězněni v Toweru. Po intervenci ze strany lorda Burghleyho však byli všichni po nějaké době propuštěni na svobodu, Oxford dne 8. června 1581.
Oxfordův milostný poměr s Anne Vavasour trval ještě nějakou dobu po jeho smíření s manželkou. V březnu 1582 se z tohoto důvodu udál v ulicích Londýna souboj mezi Edwardem de Vere a strýcem Anny Thomasem Knyvetem a také bitka mezi jejich služebníky. Oxford byl při souboji zraněn a jeden z jeho sluhů byl zabit. Není zcela jasné, zda byl sir Knyvet při souboji rovněž zraněn či nikoliv. Později se Anne Vavasour provdala za jiného muže.
Po smrti své první manželky Anne Cecil, která zemřela dne 5. června 1588 ve věku 31 let, se Edward de Vere koncem roku 1591 oženil podruhé. Jeho druhá žena Elizabeth Trentham (sama velmi zámožná, ač původem z nižší šlechty), jej o mnoho let přežila. Z tohoto manželství vzešel jen jeden syn, který dostal v jeho rodě nezvyklé křestní jméno Henry (Henry de Vere, 18. hrabě z Oxfordu). K tomu se váže spekulace, že Edward de Vere nebyl jeho pravým otcem.

## Oxfordiánská teorie
Podle tzv. oxfordiánské teorie (Oxfordian theory), která je nejpopulárnější alternativní teorií při sporu o Shakespearovo autorství, byla snaha příbuzných Edwarda de Vere o zastření identity pravého autora Shakespearova kánonu, důvodem k tomu, že setrvali na již dlouho praktikovaném připsání autorství muži jménem William Shakespeare. V roce 1623, tedy zhruba sedm let po smrti Shakespeara (1616), se rozhodli uveřejnit všechny jim známé (a pouze v opisech zachované) Shakespearovy divadelní hry. Tak vzniklo tzv. první foliové vydání (First Folio) tohoto epochálního díla. Úvodní báseň k němu napsal Ben Jonson, který v ní pouze naznačil, že autor celého díla pocházel ze Stratfordu (labuť ze Stratfordu, Swan of Stratford). Jonson také zařídil, aby poblíž Shakespearova hrobu byl postaven pomník s nápisem obsahujícím slova chvály pro něj. Je známo, že se nedochoval naprosto žádný rukopis Williama Shakespeara, pouze jeho šest neumělých a nadto rozdílných podpisů. Vzhledem k tomu, že skutečná totožnost autora díla, které bylo uveřejňováno pod jménem William Shakespeare, byla i vždy poté pečlivě utajována, pár náznaků stačilo k upevnění možného klamu. Než William Rowe sepsal v roce 1709 první Shakespearův životopis, byli ti, kdož znali pravdu, dávno mrtví a mýtus Shakespearova autorství již žil svým vlastním životem.
Prvním, kdo vyčerpávajícím způsobem předložil otázku Oxfordova autorství, byl Angličan John Thomas Looney (1870-1944). Identifikoval v Shakespearových dílech – zvláště v Hamletovi – osobnostní charakteristiky, které autora vykreslují jako excentrického aristokratického básníka, příznivce dramatu a sportovních zábav, s klasickým vzděláním, který cestoval do Itálie. Looney rozpoznal četné podobnosti mezi Oxfordovou a Shakespearovou poezií v užívání motivů a předloh, frázování a rétorických prostředků, což jej vedlo k uznání Oxforda jako autora Shakespearova kánonu. Od té chvíle, co byla v roce 1920 vydána Looneyho kniha "Shakespeare" Identified in Edward De Vere, the Seventeenth Earl of Oxford (Shakespeare identifikován jako Edward de Vere, sedmnáctý hrabě z Oxfordu), stal se hrabě z Oxfordu rychle nejpopulárnějším alternativním kandidátem na autorství Shakespearova kánonu a nahradil v této roli Francise Bacona.
V roce 1922 založili Looney a Greenwood mezinárodní organizaci Shakespeare Fellowship, která začala podporovat diskusi o autorství, později ale své zaměření změnila na šíření oxfordiánské teorie. Existuje ještě několik dalších oxfordiánských společností, mj. Shakespeare Oxford Society v USA a De Vere Society ve Spojeném království.